# Anax bangweuluensis
Anax bangweuluensis är en trollsländeart som beskrevs av Douglas E. Kimmins 1955. Anax bangweuluensis ingår i släktet Anax och familjen mosaiktrollsländor. IUCN kategoriserar arten globalt som nära hotad. Inga underarter finns listade i Catalogue of Life.